# Simpuruik
Simpuruik is een bestuurslaag in het regentschap Tanah Datar van de provincie West-Sumatra, Indonesië. Simpuruik telt 3944 inwoners (volkstelling 2010).